# Cachorro
Cachorro és una pel·lícula espanyola dirigida per Miguel Albaladejo de temàtica LGBTi que es va estrenar el 27 de febrer de 2004 i en la que el director vol retre homenatge a Ralf König.

## Sinopsi
Desinhibit en les seves relacions i sense responsabilitats, Pedro es compromet a cuidar durant quinze dies al seu nebot Bernardo, un nen de 9 anys amb què fins a aquest moment no ha tingut molta relació. El nen és fill de Violeta, la germana de Pedro, una hippie passada de moda que realitzarà un viatge a l'Índia amb el seu nou xicot. Pedro canvia el seu ritme de vida pensant que serà una situació temporal. Mentre el nen té una actitud natural i sense prejudicis.
Als pocs dies arriba la notícia que la seva germana i el seu xicot han estat detinguts a l'Índia i que Violeta haurà de passar els pròxims anys en la presó. Pedro s'enfronta a aquesta situació inesperada i, a poc a poc, crearà forts llaços paternals amb el nen. Una cosa nova per a ell ja que havia intentat no involucrar-se afectivament amb ningú des de la mort del seu xicot. Tot va bé fins que donya Teresa, l'àvia paterna de Bernardo, aprofita l'absència de Violeta per a veure al nen i fer xantatge al dentista del nen per a apartar-lo de Pedro ja que, al seu parer, l'educació d'un nen no ha d'estar en mans d'un homosexual.

## Repartiment
- José Luis García Pérez: Pedro.
- David Castillo: Bernando, nebot de Pedro.
- Elvira Lindo: Violeta, germana de Pedro i mare de Bernardo.
- Diana Cerezo: Lola, la cangur.
- Josele Román: Gloria, la portera i mare de Lola.
- Empar Ferrer: donya Teresa, àvia de Bernardo.
- Mario Arias: Javi, amic de Pedro.
- Arno Chevrier: Manuel, el nuvi parisenc de Pedro.

## Producció
La pel·lícula es va estrenar al 45è Festival Internacional de Cinema de Berlín de 2004. Per a la seva estrena als Estats Units es van tallar dues escenes de sexe (l'escena inicial i la de la sauna).

### Banda sonora
En la banda sonora original apareixen dues cançons de Fangoria: Me odio cuando miento i Hombres. La primera cançó és del disc Una temporada en el infierno (1999) i la segona de Naturaleza muerta (2001).

## Premis
- Festival de Cinema de Tribeca de 2004[6]
- 40è Festival Internacional de Cinema de Chicago[6]
- Festival Internacional de Cinema Gai i Lèsbic de Filadèlfia[6]
- Festival Internacional de Cinema de Miami[6]